# Rolf Pinegger (enfant acteur)
Rolf Pinegger (né en 1949) est un enfant acteur allemand.

## Biographie
Rolf Pinegger est le petit-fils de l'acteur munichois du même nom. Il est présent dans des films de l'UFA dans les années 1950.

## Filmographie
- 1954 : Die kleine Stadt will schlafen gehen
- 1956 : Heiße Ernte (de)
- 1957 : Vater sein dagegen sehr
- 1958 : Schwarzwälder Kirsch
- 1958 : Les Fausses Hontes
- 1958 : La Main dans le sac
- 1958 : Wenn die Conny mit dem Peter
- 1958 : Mein Schatz ist aus Tirol (de)
- 1959 : Heimat – Deine Lieder (de)